# Comuna Sărățeni, Mureș
Sărățeni (în maghiară: Sóvárad) este o comună în județul Mureș, Transilvania, România, formată numai din satul de reședință cu același nume.
Comuna a fost înființată în anul 2004, (Legea 84/2004) prin desprinderea satului Sărățeni de la orașul Sovata.

## Demografie
Componența etnică a comunei Sărățeni
     Maghiari (89,05%)
     Romi (6,03%)
     Români (1,29%)
     Alte etnii (3,63%)
Componența confesională a comunei Sărățeni
     Reformați (83,38%)
     Romano-catolici (4,06%)
     Adventiști (3,02%)
     Martori ai lui Iehova (1,54%)
     Ortodocși (1,29%)
     Alte religii (2,83%)
     Necunoscută (3,88%)
Conform recensământului efectuat în 2021, populația comunei Sărățeni se ridică la 1.625 de locuitori, în creștere față de recensământul anterior din 2011, când fuseseră înregistrați 1.608 locuitori. Majoritatea locuitorilor sunt maghiari (89,05%), cu minorități de romi (6,03%) și români (1,29%). Din punct de vedere confesional, majoritatea locuitorilor sunt reformați (83,38%), cu minorități de romano-catolici (4,06%), adventiști (3,02%), martori ai lui Iehova (1,54%) și ortodocși (1,29%), iar pentru 3,88% nu se cunoaște apartenența confesională.

## Politică și administrație
Comuna Sărățeni este administrată de un primar și un consiliu local compus din 11 consilieri. Primarul, Pál Zsigmond[*], de la Uniunea Democrată Maghiară din România, este în funcție din 1 noiembrie 2024. Începând cu alegerile locale din 2024, consiliul local are următoarea componență pe partide politice:
|  | Partid                                 | Consilieri | Componența Consiliului | Componența Consiliului | Componența Consiliului | Componența Consiliului | Componența Consiliului | Componența Consiliului | Componența Consiliului | Componența Consiliului | Componența Consiliului | Componența Consiliului |
|  | -------------------------------------- | ---------- | ---------------------- | ---------------------- | ---------------------- | ---------------------- | ---------------------- | ---------------------- | ---------------------- | ---------------------- | ---------------------- | ---------------------- |
|  | Uniunea Democrată Maghiară din România | 10         |                        |                        |                        |                        |                        |                        |                        |                        |                        |                        |
|  | Partida Romilor „Pro Europa”           | 1          |                        |                        |                        |                        |                        |                        |                        |                        |                        |                        |

## Atracții turistice
- Biserica reformată din Sărățeni, construită între anii 1763 - 1766

## Imagini

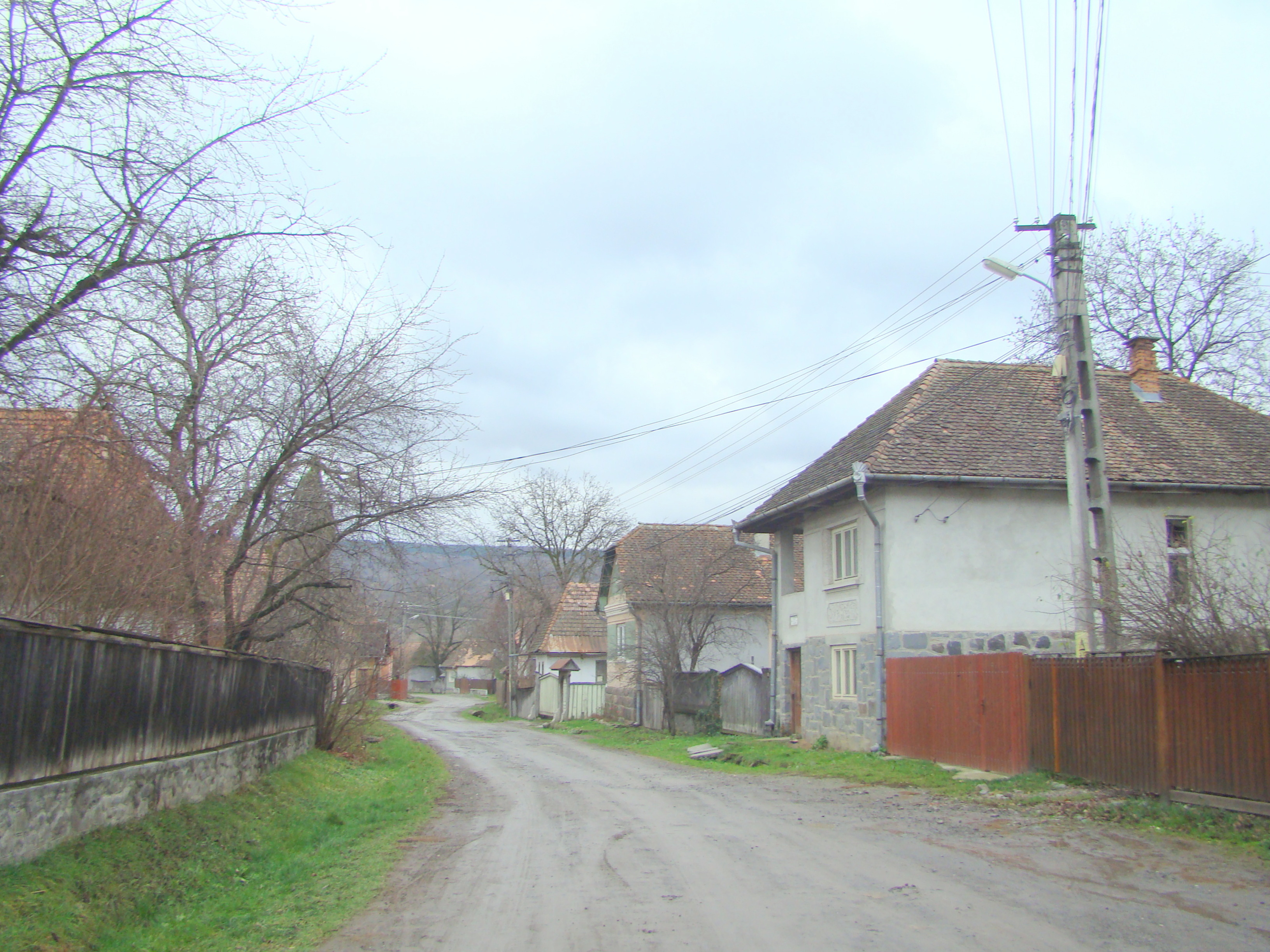
strada Bisericii
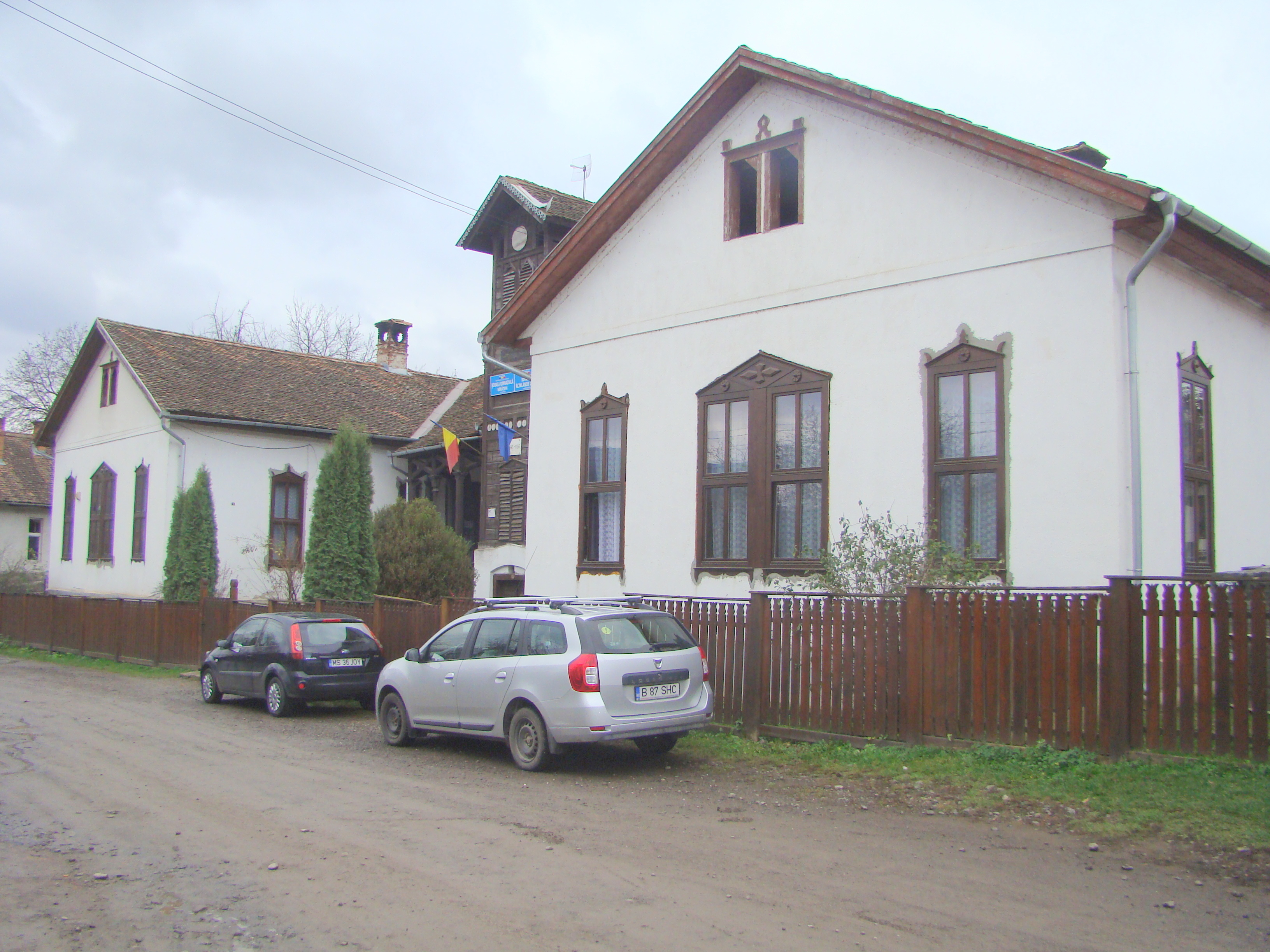
Școala
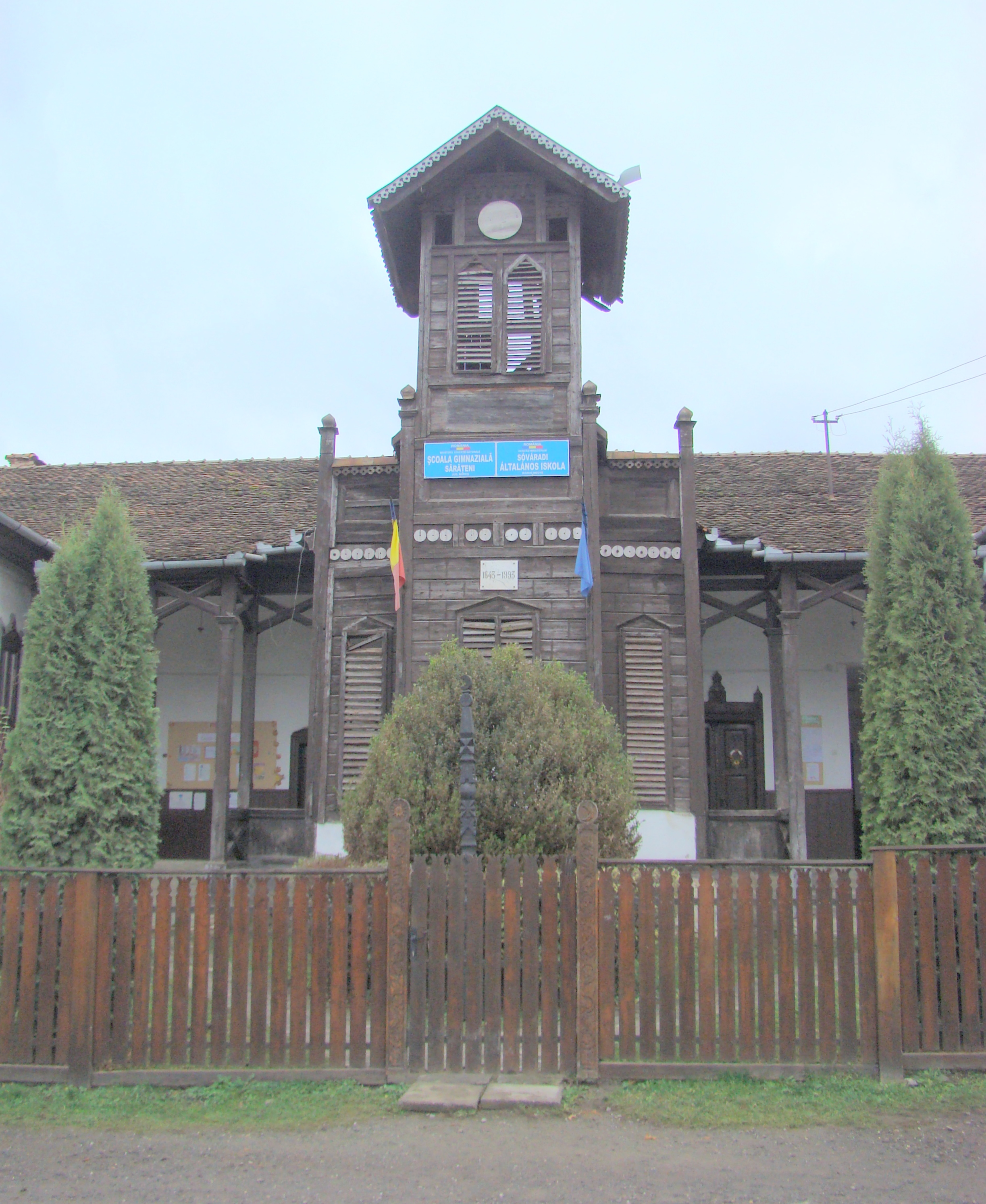
Școala (detaliu)
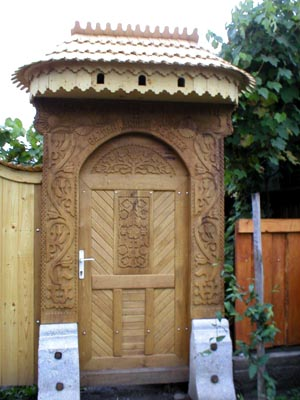
Poartă secuiască de lemn
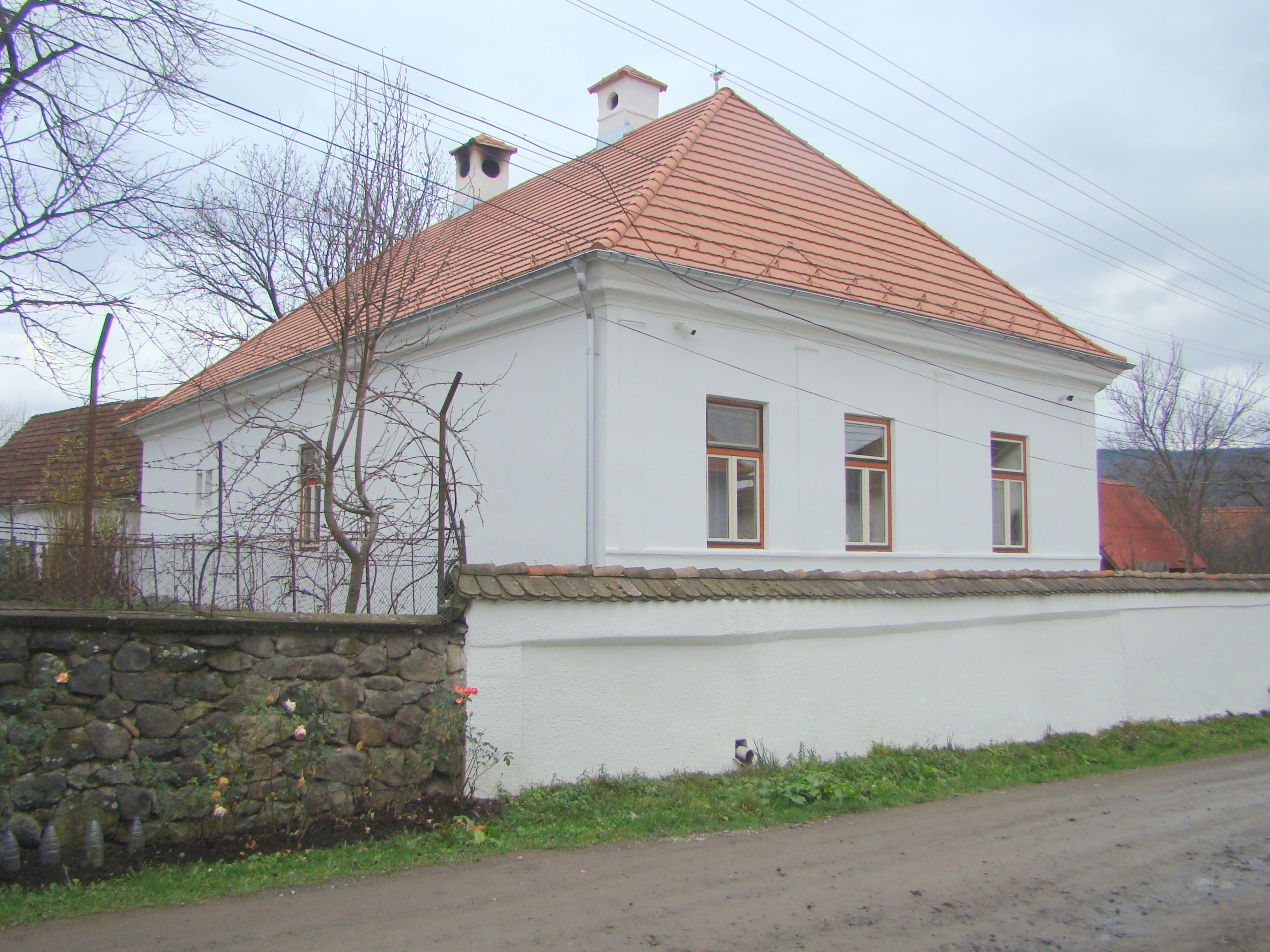
Casa parohială reformată
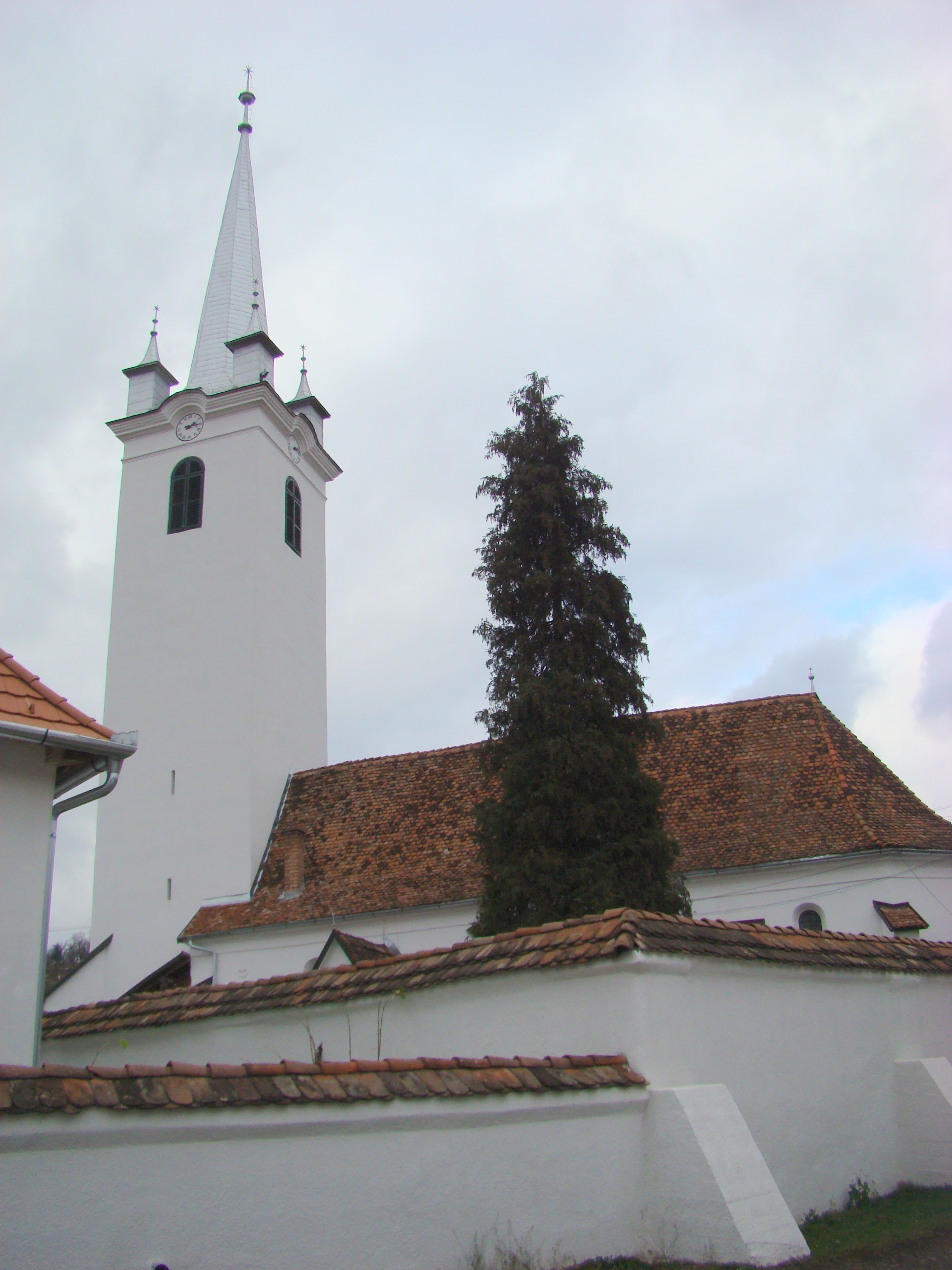
Biserica reformată (1766)
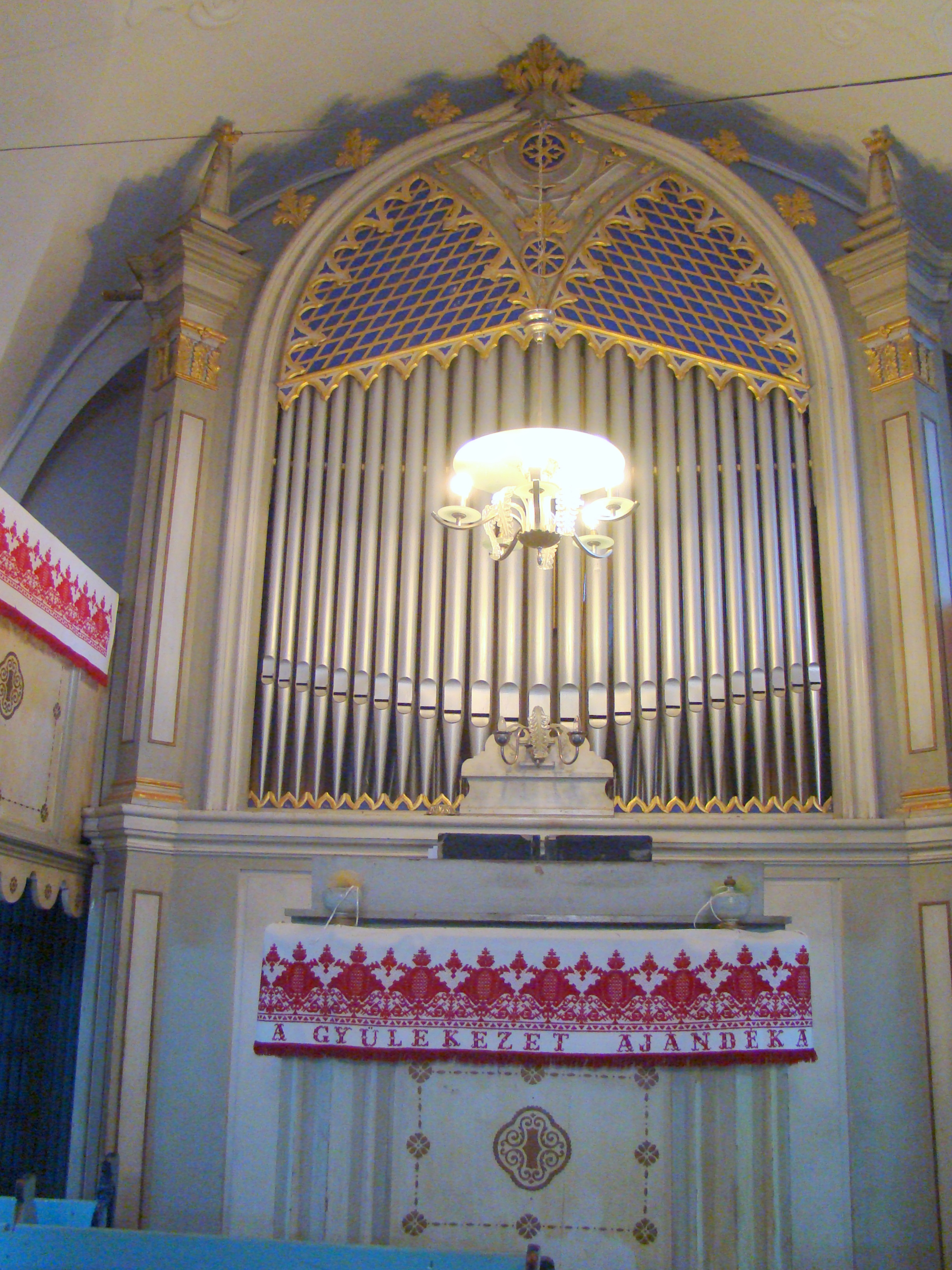
Biserica reformată (orga)
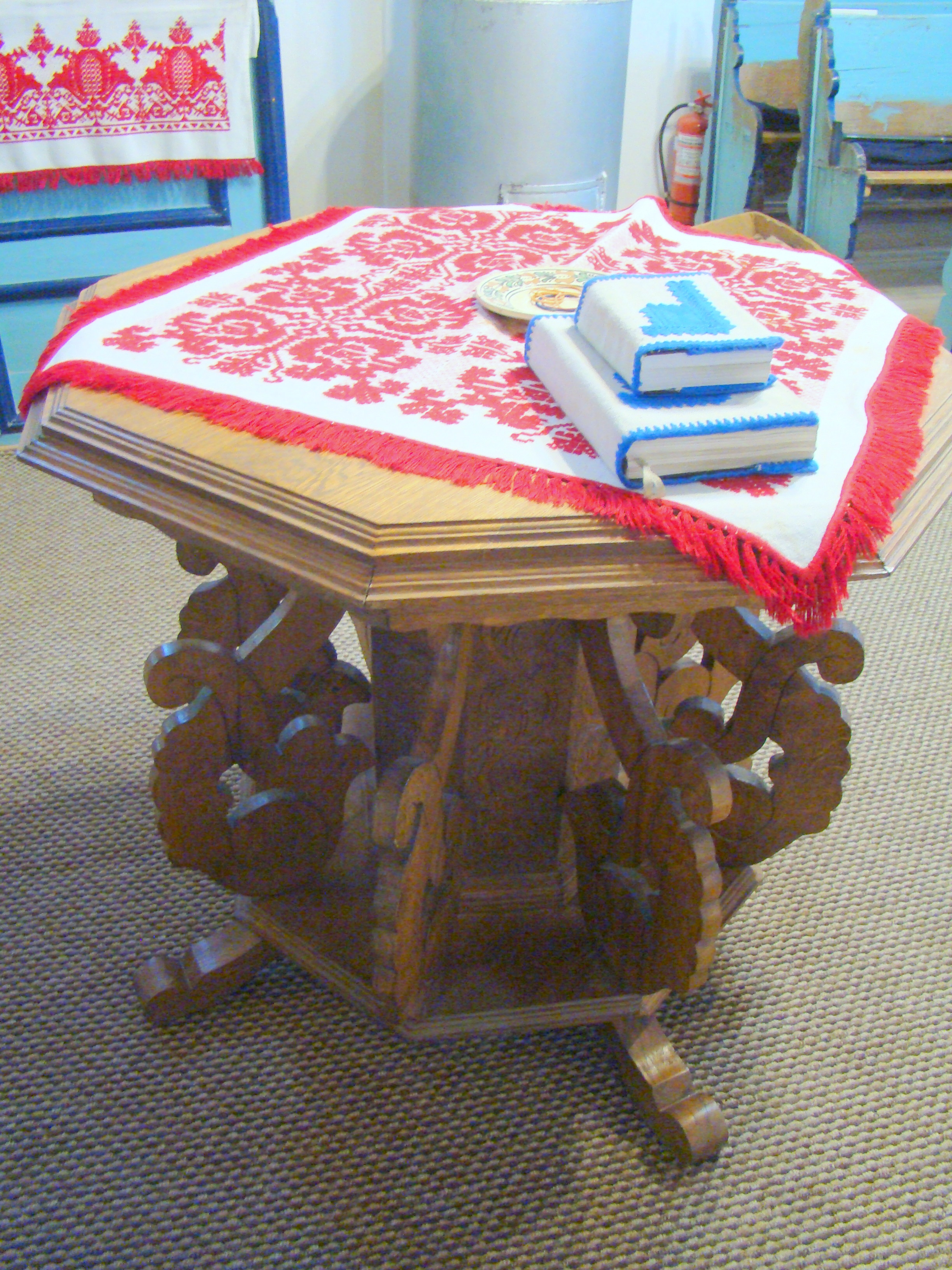
Biserica reformată (Masa Domnului)
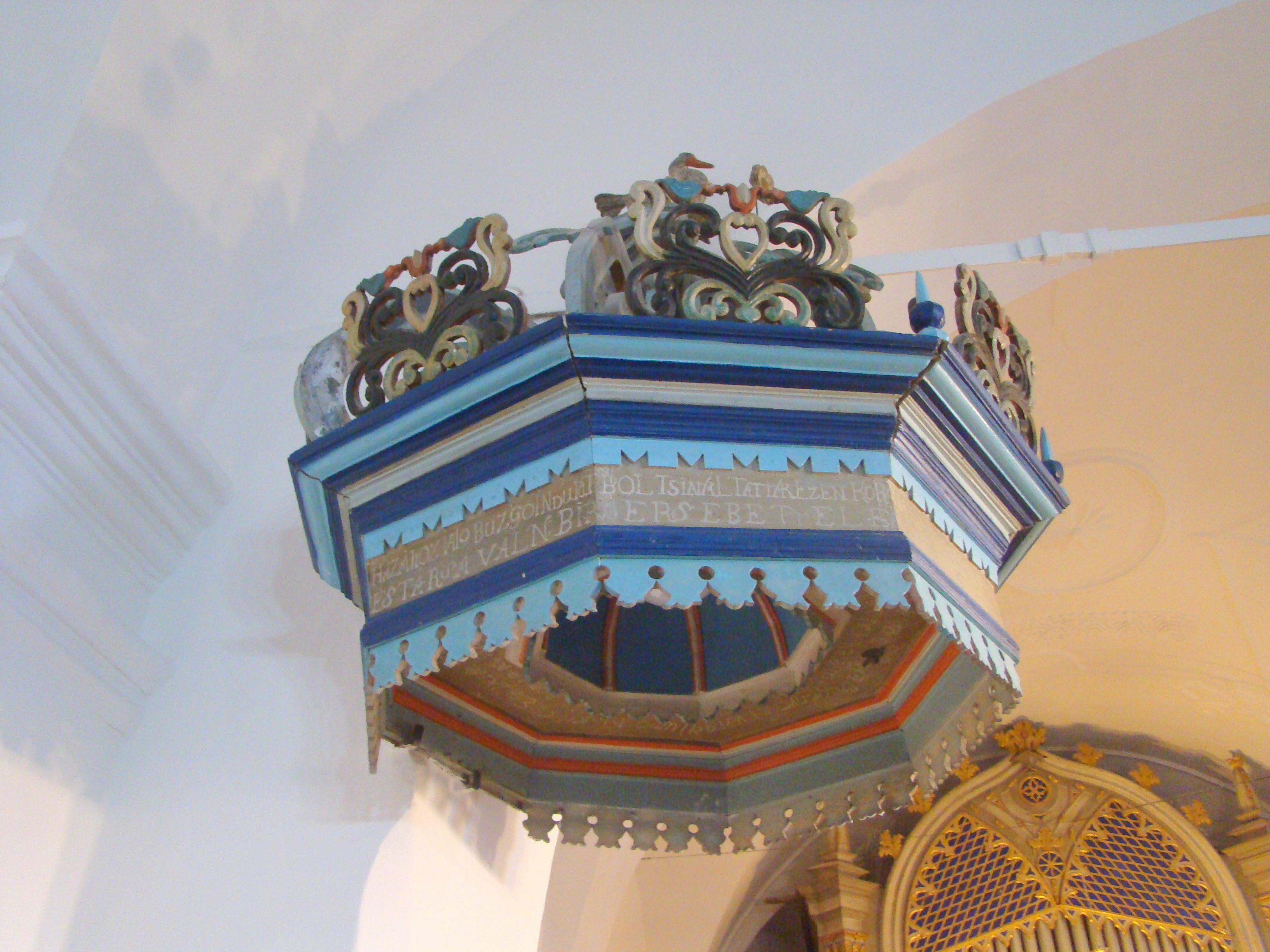
Biserica reformată (coronamentul amvonului)
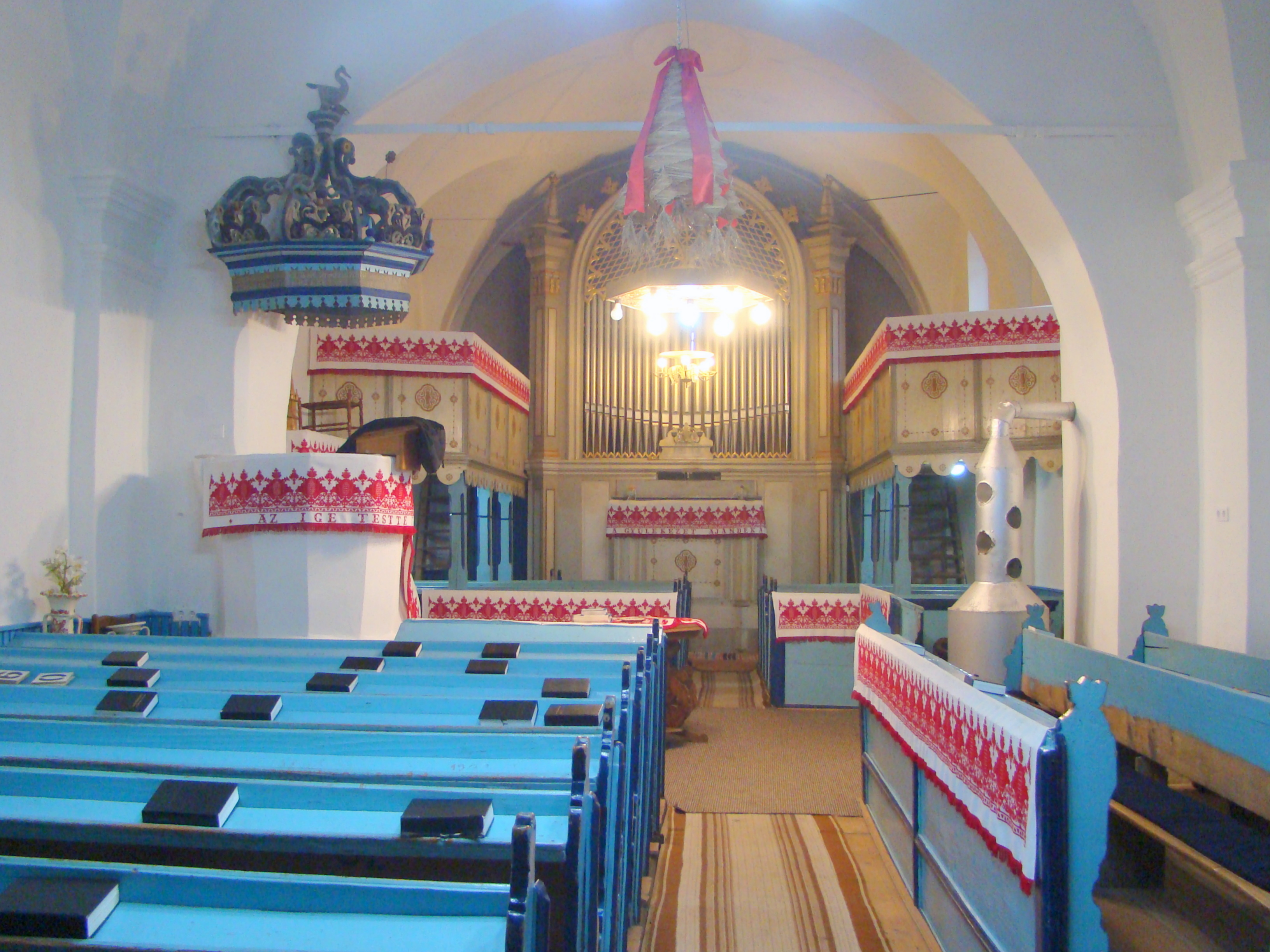
Biserica reformată (interiorul navei)